# Kattis Ahlström
Kattis Ahlström (Göteborg, 9 juni 1966) is een Zweeds presentatrice en journalist. Ze presenteerde samen met Anders Lundin het Eurovisiesongfestival 2000 en ze was puntengever op het Eurovisiesongfestival 2003 voor Zweden.